# Guy de Thouars

Armas del Vizconde de Thouars

Guy de Thouars (?-13 de abril de 1213) fue el tercer marido de Constanza de Bretaña, con la que se casó en Angers, Condado de Anjou entre agosto y octubre de 1199 después de que su hijo Arturo entrara en Angers para ser reconocido como conde de Anjou, Maine y Turena. Fue un noble occitano y miembro de la Casa de Thouars.
Entre 1196 y su muerte durante el parto de gemelas, Constanza gobernó Bretaña con su hijo Arturo como cogobernante. Arturo I fue capturado en 1202 por su tío, el rey Juan de Inglaterra y desapareció en 1203; su hermana mayor Leonor, la doncella de Bretaña también fue capturada, por lo que finalmente fue suecedido por su pequeña hermana materna, Alix de Thouars, a la que Guy sirvió como Regente de Bretaña entre 1203 y 1206.
En 1204, Guy de Thouars como regente de la pequeña duquesa Alix, vasalla de Felipe II de Francia, emprendió el asedio de la fortaleza Normanda de la isla de Mont Saint-Michel. Al no conseguir rendir la abadía, prendió fuego al pueblo y masacró a la población. Fue obligado a retirarse bajo los poderosos muros de la abadía. El incendio que había provocado se extendió al resto de edificios y los tejados se derrumbaron presa de las llamas. El monarca francés pago al Abad Jordan los costes de la reconstrucción.
En 1206 Felipe II asumió la regencia de Bretaña para la consternación de la nobleza bretona.
Guy de Thouars murió en 1213 en Chemillé en el condado de Maine, y fue enterrado con Constanza en la Abadía de Villeneuve en Les Sorinières, a las afueras de Nantes. La Abadía fue fundada en 1201 por Constanza de Panthièvre, Duquesa de Bretaña ...'

## Descendencia
Guy se casó con Constanza de Bretaña en 1199. Tuvieron dos o tres hijas:
- Alix de Thouars, sucedió a su hermano materno en 1203 como Duquesa de Bretaña suo jure y Condesa de Richmond;
- Catalina de Thouars, Dama de Aubigné; esposa de Andrés, Baron de Vitre;[5]
- Margarita de Thouars,[6][7][8][9][10][11][8]

Guy se casó después con Eustachie de Chemillé en 1203. Tuvieron dos hijos: 
- Peter, Señor de Chemillé (1204-1254/55), esposo de Eleanor de Porhoët.
- Thomas de Chémillé (m. antes de enero de 1246).

## Descripciones en literatura
Guy de Thouars es un secundario personaje en las novelas Le Poids d’une couronne (légende bretonne) (1867-1868) de Gabrielle d’Étampes y A King’s Ransom (2014) de Sharon Kay Penman y es mencionado en la novela Dans l’Ombre du Passé (2020) de Léa Chaillou.